# 紹爾河 (阿爾特瑙河支流)
51°35′58.8″N 8°48′16.1″E / 51.599667°N 8.804472°E

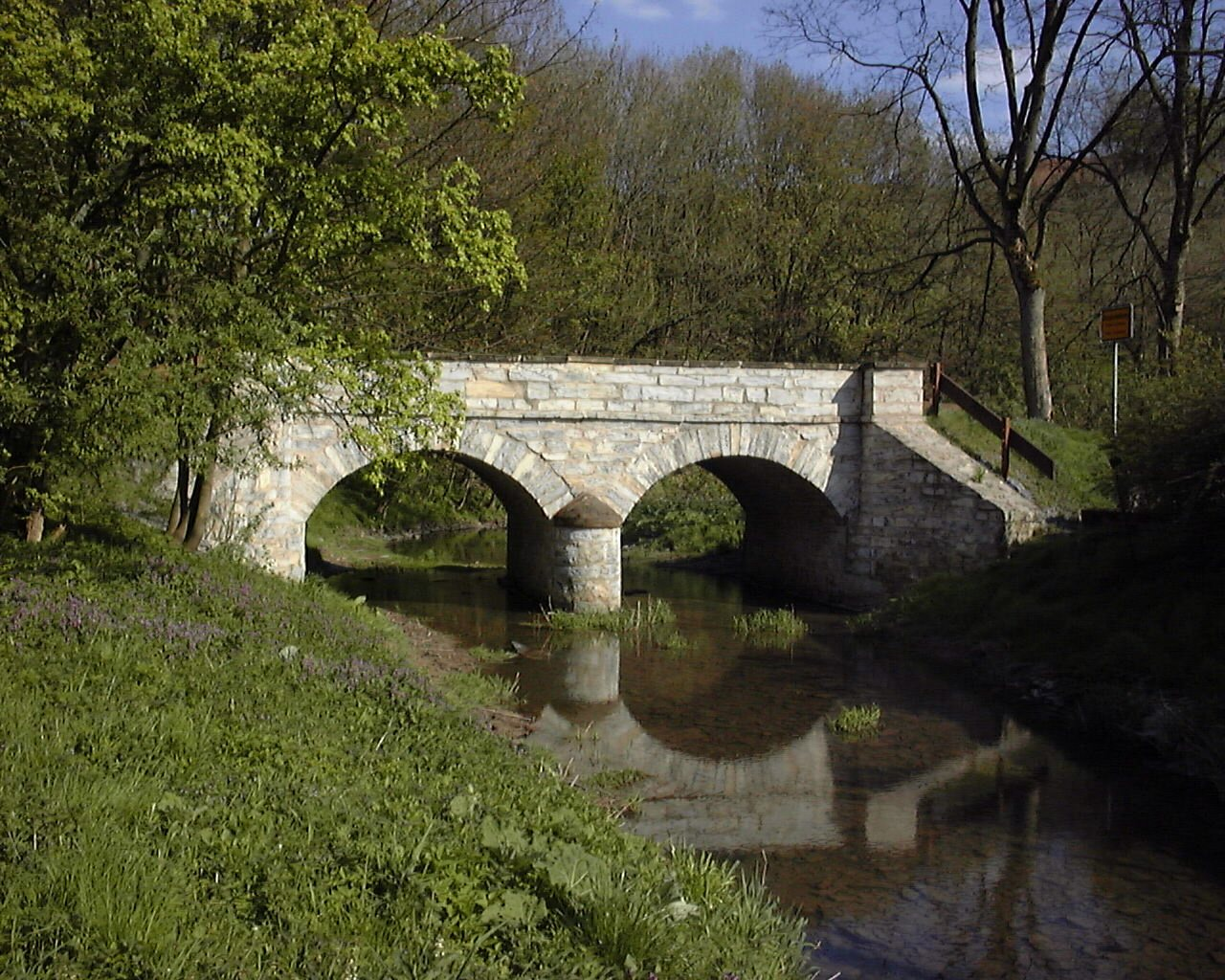

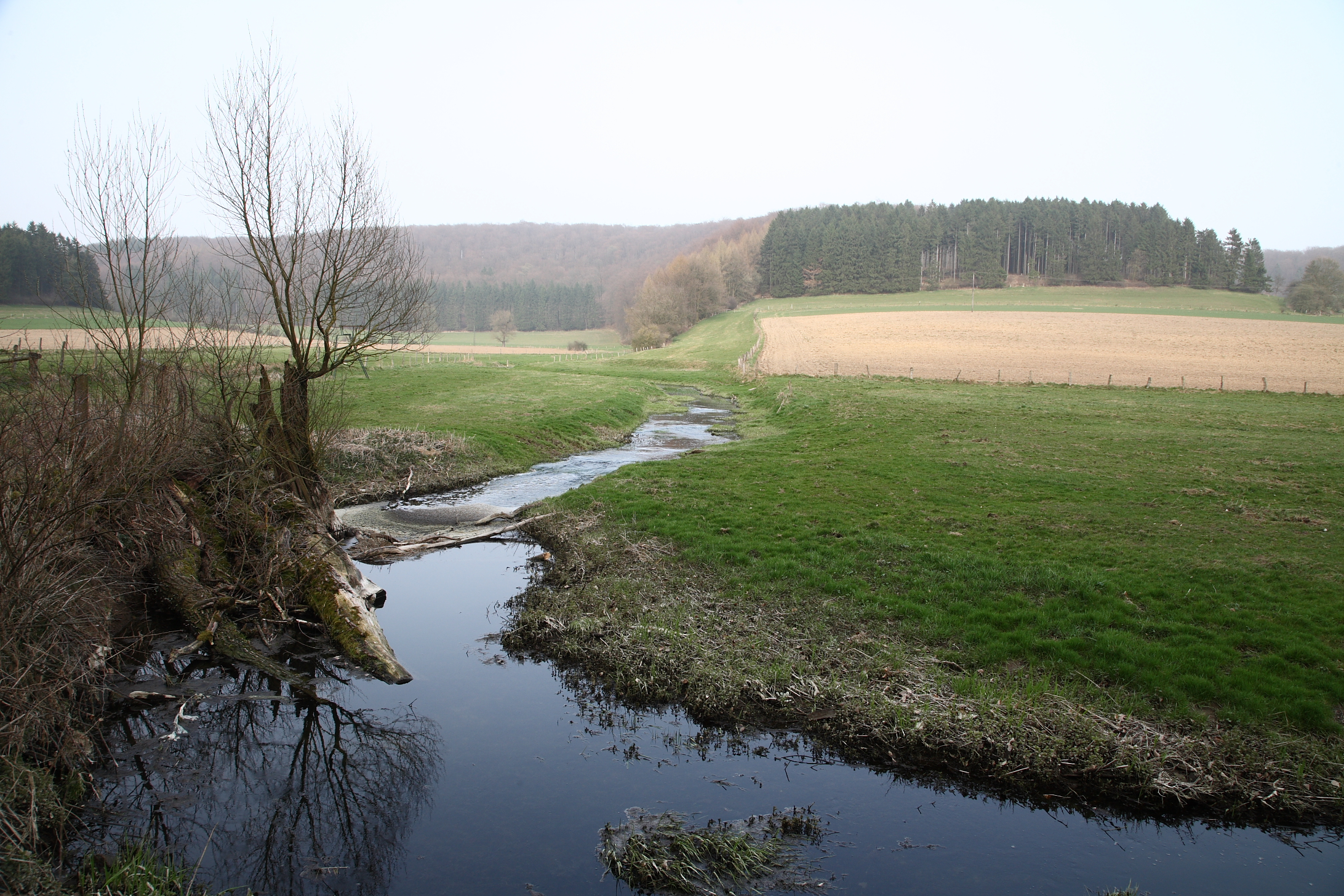

紹爾河（德語：Sauer），是德國的河流，位於該國西部，處於北萊茵-威斯特法倫州，屬於阿爾特瑙河的右支流，河道全長30公里，流域面積110平方公里。